# 2008年の中国雪害
2008年の中国雪害（2008ねんのちゅうごくせつがい）では、1月25日から2月6日までの間に中国の南部から中部の大半にかけて深刻な影響を受けた。大雪、氷、および低温により、被災領域の大部分の交通機関では多大な被害と輸送障害がもたらされ、数千万人の利用者が影響を受けた。それは1949年の中華人民共和国成立以降、半世紀の歴史の中で最悪の冬の気候となった。複数の報道によると、雪害による直接の死者は少なくとも129人にのぼった。

## 寒波と吹雪
深刻な雪害は、1月10日に大きなドーム状の寒気が中国の大部分を覆い、沿海部の西側に大雪という形で多量の降水がもたらされることにより始まった。湖南省、湖北省、河南省、山東省、江蘇省、安徽省と上海市は最も被害を受けた。ある地域は17年間で最悪の吹雪が起き、ある地域は半世紀における最悪を経験した。降水の第一波が過ぎ去った後でも、深刻な寒波とともに雪は数日間降り続いた。
国土で最大のタクラマカン砂漠でさえも降雪が報告され、雪とともに-25℃近くの最低気温記録が11日間連続し、家畜が死んだ。ある地点では、気温は-32℃まで下がり、2006年1月の-26.1℃という記録を塗り替えた。ただし、この天文台の観測の記録は非常に短いこと（1996年に開始）に注意しなければならない。塔中観測所によると、積雪は時に砂漠の中心で4センチメートル以上であった。新華社によると、砂漠全体が一度に雪で覆われたことは初めてである。

## 原因
中国気候センターの研究者および国連の気候変動に関する政府間パネル (IPCC) によると、中国の雪害はおもに異常な大気循環やエルニーニョ・南方振動との関連であり、気候変動と直接関連するものではない。中国気象局は、2007 - 2008年の冬の雪害期間中に月平均の温度が2.5℃を下回り、1986-87年の冬以来の最低気温を記録したと述べた。

## 影響

雪害の被災地域:
重大な被災地域
被災地域

### 損害
吹雪によって低い建物の屋根が崩れて屋内の居住者が死亡し、大きな損害がもたらされた。見積もりでおよそ22万3,000の家屋が倒壊し、86万2,000の家屋が破損した。またCNNは、湘潭市の自動車工場で全長500メートルの屋根全体が崩壊したと報じた。中国のエネルギー・システムは悪天候により深刻な影響を受け、広範囲で電力供給の停止が報告された。約460万人の人口を持つ郴州市では、およそ2週間以上にわたり政府の建築物や病院を含む都市全体にどんなエネルギーや水の供給もなかったと報告され、また電話ケーブルとインターネット網も破損した。撫州市では、およそ3週間にわたって都市からエネルギーが失われたと報告された。31省中の17省や自治区で電力の不足に耐えなければならなかった。2月1日から援助のために上海市のスカイライン夜景灯のすべてが止められ、雪害の終了が公式に宣言されるまで再開されなかった。貴州省では、職員が送電網を完全に修復するには最大5カ月かかると述べた。新華社は、170の最も打撃を受けた自治体の大部分で旧正月までに電力が回復したと報じた。石炭採掘量の低下は緊急レベルにまで達し、備蓄量は8日間分の発電に必要な分量しかなかった。
また、雪害は水道管を破壊した。武漢市では、数本の水道管が破裂し最大10万人分の水の供給が難しくなったため、各地域家庭への供給を中止した。また広西チワン族自治区では、およそ23万9,000人が飲み水を得ることが困難になった。雪害の最初の1週間、重要な避難命令があり、およそ82万7,000人が14の省に避難し、およそ7,800万人に影響した。新華社によると、2週間以上で合計で180万人の人々がほかの場所に移動した。さらに、87万匹の豚、45万頭の羊、8万5,000頭の牛が雪害で死んだ。さらに2万7,500平方キロメートルの竹林、4万7,000平方キロメートルの森、61平方キロメートルの苗木の合計7万5,000平方キロメートルの森林が破壊された。雪の経験が浅い中国の温暖な地域を襲った激しい雪害では、多くの自治体で雪に対する必要な設備を欠いており、特に深刻であった。

### 輸送への影響
1年で最も忙しい旅の季節（春節に先行する春運の間）に雪害に見舞われたことで、交通機関への影響は重大なものとなった。新華社によると、数百万人の中国人は2月前半の春節の時期に伝統的な祝賀をするために大都市から田舎の彼らの実家まで戻る。ロシアの人口よりも多いおよそ1億8,000万人が休日の間全国の至る所に旅をするのである。この年ではそれが2月7日だった。

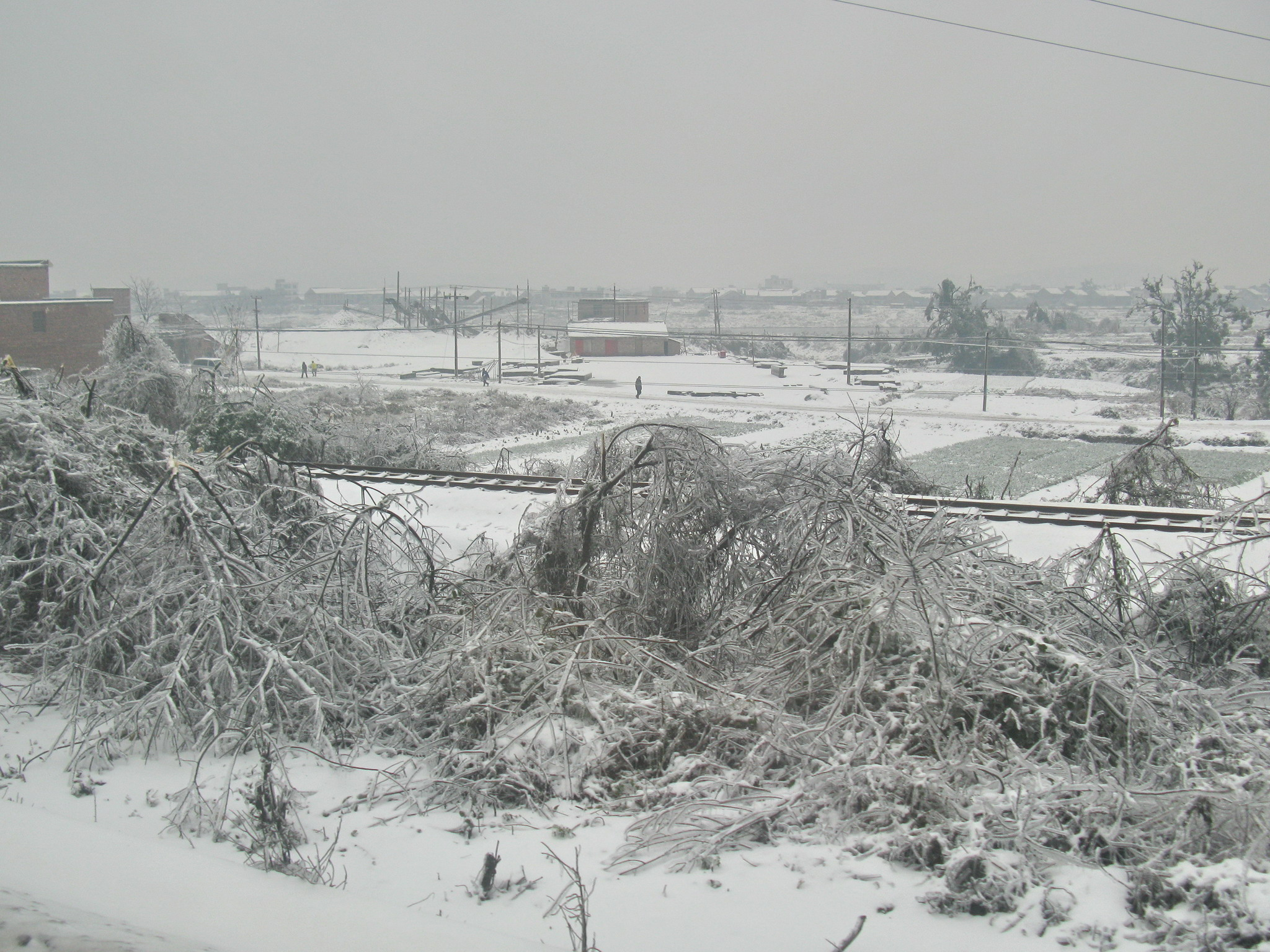
耒陽市の大雪

#### 鉄道
大雪は京広線を破壊した。何万人もの人々、最大で50万 - 80万人が、長沙駅、広州駅をはじめとする中国南部のあちこちの駅に足留めさせられた。見積もりでおよそ8,000台の列車が遅れる間、合計でおよそ600万人の鉄道乗客が足留めさせられた。群衆が家に帰る望みもなく待っている駅の光景は数日間続いた。旅行者の多くは、時に全体でフットボール競技場3、4個分と同じくらいの大きさがある中国輸出入展示会センターの非常シェルターに避難した。足留めされている旅行者にはそれぞれ無料の水筒や、およそ1ドルで販売された米、鶏の脚、キャベツが入った弁当などの商品が配られた。ある駅には旅行者に旅の計画をあきらめるよう奨励する赤い横断幕が掲げられ、彼らのうちのおよそ50万人が長い間待った末に彼らの旅の予定を取り消した。新華社は、広東地域の1,100万人の出稼ぎ労働者が乗車券を返還に応じたと報じた。鉄道の大部分は1月31日に再開したが、2月3日の濃霧はとくに湖南省でさらなる遅れをもたらした。長い遅れは時折旅行者と警察・軍人との衝突を引き起こした。

#### 高速道路
首都北京と広東省を繋ぐ主な高速道路である京珠高速公路のように、山西省と河南省内のいくつかの主な高速道路が閉鎖された。湖南省と広東省を繋ぐ8つの高速道路のうち7つは閉鎖され、安徽省のすべての一般道路が閉鎖された。道路閉鎖により、雪害が作物への甚大な損害を与えたことにより深刻な食料難の問題を抱える国内のいくつかの地域に対する商品の輸送が中断された。

#### 海運
水上輸送への影響では、上海港で商品を積んだ10隻のボートが海面の影響で動けなくなり、積荷を降ろすことができなかった。

#### 空港
およそ6万人のバスの乗客が様々な高速道路で足留めされ、またあるときには10都市の主要な19の空港が閉鎖された。広州白雲国際空港では55のフライトがキャンセルされ、1万人が足留めされた。合計でおよそ3,250のフライトがキャンセルされ、5,550のフライトに遅れが出た。江西省ではすべての地域のバス便が運行を休止した。中国公安部はおよそ100万人の警察官を道路の閉鎖を防ぐ目的で急派したが、多数のトラックが多くの地域で立ち往生したと述べた。また、100台のディーゼル機関車が止まっている列車を復帰させる試みのために急送された。

### 犠牲者
CNNによると、1月31日の時点で雪害の影響により63人が死亡した。それらの多くは寒波と、屋根の倒壊によるものだった。新華社によると、犠牲者は後に少なくとも107人に増えた。犠牲者の中には、1月21日に安徽省でバスが溝に横転したバス事故による11人の死者も含まれている。1月28日には、遵義市の近くでバスが凍結道路に突っ込む別の事故が起き、少なくとも25人が死亡した。湖南省では、3人の電気技術者が電力線から雪と氷を取り除く作業中に事故死し、政府によって「革命に殉じた者」とされた。列車の運行がゆるやかに回復し、群集が殺到したことにより広州市で少なくとも1人が死亡した。中国当局は、医療班がおよそ20万人の病人および負傷者の治療にあたった一方で、60人が寒気により死亡したと述べた。また、11人の電気技術者が国中でエネルギー・システムの回復にあたっている間に死亡したが、それらが寒波と建物崩壊による60人の公式な死亡者数に含まれていたかどうかは定かではない。

### 経済への影響

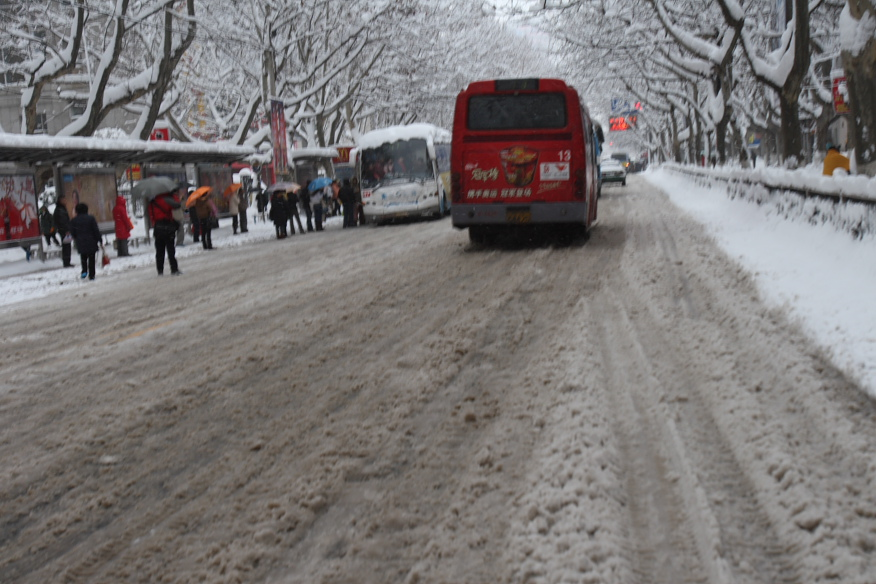
2008年1月28日の南京市中山北路

過去数年間急速に成長している中国の経済は雪害の影響を受けた。BBCによると、中国民政部は中国の経済損失はおよそ540億元と見積もっていたが、2月7日付けで800億元に修正した。また2月13日付けの損害見積りはおよそ1,110億元であった。国中の保険会社は何万件もの補償を求められ、最も被害を受けている地域からは50万件を求められることさえあった。
またアナリストは、野菜と果物など400万ヘクタール以上の作物の大規模損失は食品価格にかなりのインフレーションをもたらす可能性があると述べた。何百万もの作物の損害の後に少なくとも11の省で、重大な値上がりがあると報告された。その余波で、弁当の価格は多くの地域で5倍にまで上昇した。さらに食品価格は、月間10%から最大18%に値上がりし、消費者物価指数 (CPI) にかなりの影響を及ぼした。物価上昇率自体は1996年9月の7.4%以来最も高い7.1%に達した。
さらに、多くの工場生産も影響を受けた。それらの中では、およそ5万トンの鉛と亜鉛の生産の損失が湖南省で予測され、重要な原料の不足のため鉄鋼とアルミニウム生産は縮小した。およそ1万キロメートルのラインが影響を受けたとき、電子通信会社には、膨大な損害があったと予測される。情報部は、この影響により1月27日までに3,300万人の利用者と少なくとも8,000万元の損害が及ぼされたと述べた。ホテル、航空会社と自動車販売のような他の部門は、他の産業で製品の供給の輸送が遅れたことによる混乱がみられた。中国政府は、雪害の経済一般への重大な影響は長期的なものではなく、短期的な問題であると述べた。
雪害の影響による輸送障害や電力不足への関心が、上海証券取引所総合株価指数の7%の低下の原因となった可能性がある。しかしながら、雪害とは別にアメリカ合衆国の景気後退への関心による世界的な証券市場への不安も同時に起こっていた。エネルギー関連株は被災による利益上昇のために最大23%まで上昇した。

### 政府の対応

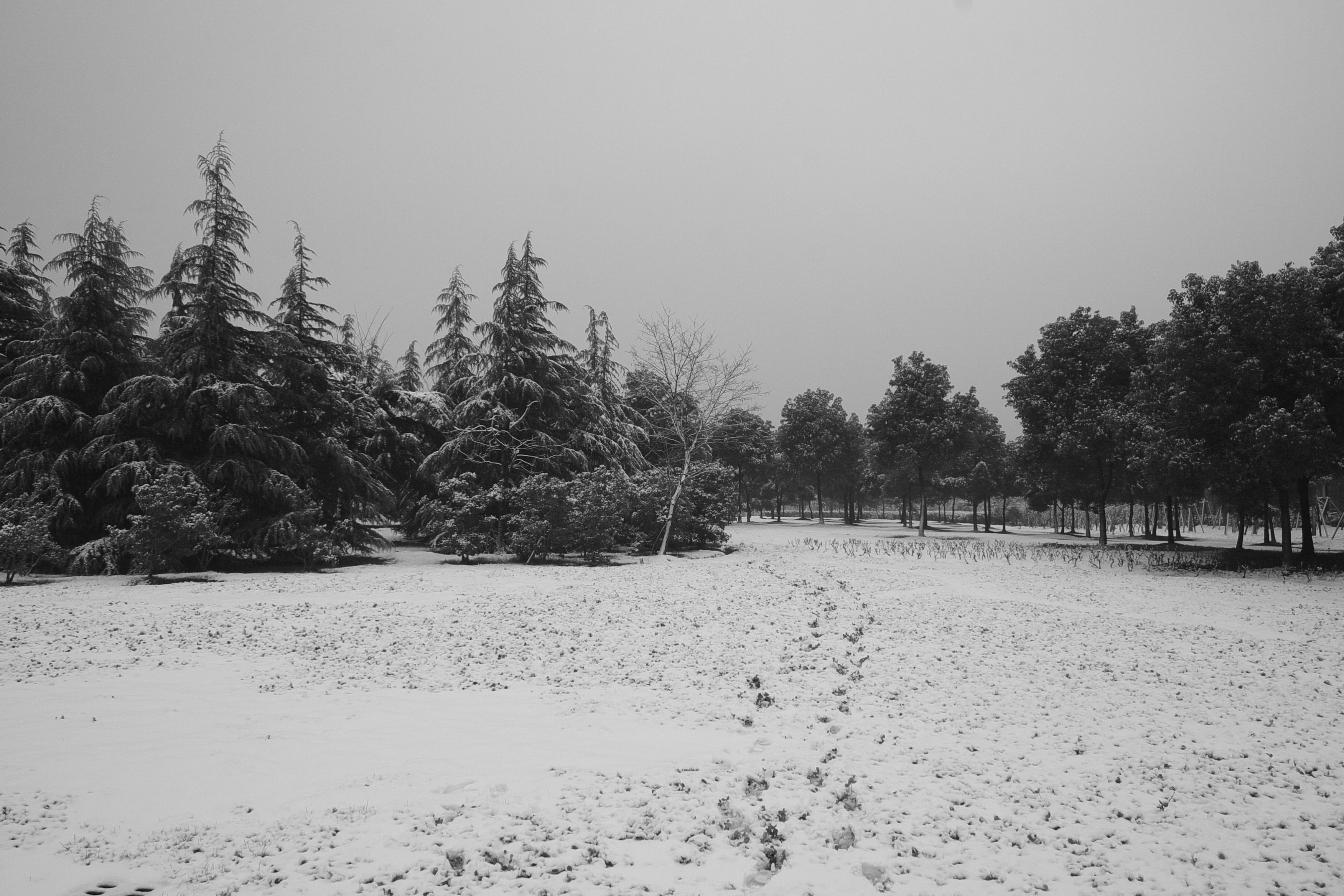
上海市の雪

雪害は、2002年のSARS危機以来最も大きい国家の大規模動員を記録し、1998年の揚子江の洪水への救援の労力規模に匹敵した。中国の首相温家宝は長沙市の駅で公共テレビ放送で状況に関して国民に謝罪した。彼は、春節休暇の旅行者のための通常の列車運行が復元される前に、まず最初に電力システムが修復されるだろう述べた。また、いくつかの状況のコントロールについて議論するために胡錦涛主席を中心とする中国共産党中央政治局常務委員会が緊急招集された。
およそ30万の軍人と110万人の予備役兵が、影響を受けた地域の様々な場所に救援と除雪のために配備された。また、政府は雪害で作物の被害を受けた農民を救援するために7億ドルの支援計画を発表した。さらに、政府は3億3,000万元以上を局地災害救援活動に費やした。2月1日、温家宝首相は雪害の影響に関して議論する国務院の会合を開き、その後すぐに救援の努力を視察するために湖南省に行った。胡錦涛主席は、大規模な電力不足を助けるよう促すためいくつかの炭坑を訪問した。
また、気象部の評論では中国が将来的な悪天候のためによりよい気象予想や気象部の連携協力のためにより投資をするだろうという報告があった。中国気象局によると、天気予報の業務の改善のためにおよそ20億元を投資する計画がある（伝えられるところによれば、計画は国務院によって承認された）。
さらに、気象部署の数人の測候所技師は国がこのような規模の冬の気象に直面した場合への準備が適切にされていなかったと言った。ある者は国の北部地域の異常気象に対する緊急対策計画を称賛した。それらは南部から評された。また中国気象局は、役人はこのような厳しい冬の天候が長く広い地域中に大規模な影響が続く出来事を予想していなかったと付け加えた。
温家宝首相は救援の努力を視察している間、春節を江西省で過ごした。